# Nithya Ramraj
Nithya Ramraj (* 20. September 1998) ist eine indische Leichtathletin, die sich auf den Hürdenlauf spezialisiert hat. Auch ihre Zwillingsschwester Vithya Ramraj ist als Leichtathletin aktiv.

## Sportliche Laufbahn
Erste internationale Erfahrungen sammelte Nithya Ramraj im Jahr 2023, als sie bei den Asienmeisterschaften in Bangkok in 13,55 s den vierten Platz im 100-Meter-Hürdenlauf belegte. Im Oktober gelangte sie bei den Asienspielen in Hangzhou in 13,40 s den siebten Platz.

## Persönliche Bestleistungen
- 100 m Hürden: 13,40 s (0,0 m/s), 1. Oktober 2023 in Hangzhou

| Personendaten    | Personendaten           |
| ---------------- | ----------------------- |
| NAME             | Ramraj, Nithya          |
| KURZBESCHREIBUNG | indische Hürdenläuferin |
| GEBURTSDATUM     | 20. September 1998      |